# Robinson Almeida
Robinson Santos Almeida (Jequié, 16 de março de 1965), é um político e engenheiro eletricista brasileiro, filiado ao Partido dos Trabalhadores (PT). Atualmente é Deputado Estadual da Bahia.
Foi eleito para ocupar o cargo de Deputado Estadual em 2018 com 65.295 votos (0,94% dos válidos),  Sendo assim o vigésimo Deputado Estadual mais votado da Bahia em 2018.
Se formou em Engenharia Elétrica na Universidade Federal da Bahia (UFBA) em 1990. 

## Biografia
Na década de 1980, ingressou no Partido dos Trabalhadores (PT) sendo assim um dos principais organizadores do Partido na Bahia e a partir da década de 90, começou a atuar como dirigente nacional e estadual do partido, tendo como principal atuação a área da comunicação.
Foi chefe da Secretaria-Geral do Presidente da República no governo de Dilma Roussef e Secretário na Secretaria de Comunicação Social (Secom) do estado da Bahia, deixando os cargos eletivos da política.
Foi eleito deputado estadual da Bahia em 2018, com 65.295 votos (0,94% dos válidos). Como deputado foi presidente de duas comissões estaduais, sendo elas: Comissão Especial para Regulamentação do Transporte Complementar da Bahia (2020) e a Comissão Especial de Desenvolvimento Urbano (2019-2020)
Seu nome foi ventilado na disputa para prefeitura de Salvador em 2020, porém, o PT preferiu bancar a candidatura de  Major Denice como candidata a prefeitura de Salvador.

## Condenações Judiciais
Em 2021, foi inocentado com unanimidade pelo Tribunal de Justiça da Bahia (TJBA), depois que em 2019, tinha sido condenado em primeira instância a pagar R$ 50 mil por calúnia ao então prefeito de Salvador ACM Neto e a sua mãe após Robinson publicar em seu Facebook um texto que afirmava que o prefeito havia beneficiado indevidamente a ONG presidida por sua mãe com verba da prefeitura municipal na ordem de R$ 2,8 milhões.

## Projetos de Lei
É autor do Projeto de Lei nº 23.118/2019 que institui um piso salarial para funcionários de call center, telemarketing, teleatendimento e teleoperadores.